# إيديتا أبديسكي
إيديتا أبديسكي (مواليد 14 نوفمبر 1984) مغنية بوب سويسرية. صعدت إلى الشهرة خلال السلسلة الأولى من برنامج X Factor الألماني، والذي فازت به في نوفمبر 2010.

## نُبذة
أبديسكي هي أكبر طفل ولد لأب ألباني مقدوني وأم ألبانية من الجبل الأسود. نشأت في برن مع ثلاثة أشقاء أصغر سناً، وقضت الكثير من طفولتها في حي برن في بومبليز-أوبيربوتيجن، حيث التحقت بالمدرسة الابتدائية والثانوية. توفي والدها بالسرطان عام 1992. في الحادية عشرة من عمرها، أصبحت أبديسكي جزءًا من أول فرقة مدرسية لها وبحلول سن الثالثة عشرة، بدأت في كتابة الأغاني. بعد أن تركت المدرسة، تم تدريبها كموظفة مكتب مؤهلة، ولكن بما أنها كانت تأمل في الانطلاق في مهنة غنائية احترافية، التحقت أبديسكي بالأكاديمية السويسرية الموسيقية في برن - على عكس رغبات والدتها التي كانت متشككة في الأمر. طموحها، دفع أبديسكي إلى مغادرة المنزل والانتقال إلى مجتمع الفتيات في شقة مشتركة عام 2002. لتمويل تدريبها الأكاديمي، اضطرت للعمل في أربع وظائف جانبية في بعض الأحيان.

## روابط خارجية
- إيديتا أبديسكي على موقع IMDb (الإنجليزية)
- إيديتا أبديسكي على موقع ميوزك برينز (الإنجليزية)
- إيديتا أبديسكي على موقع ميوزك برينز (الإنجليزية)
- إيديتا أبديسكي على موقع ديسكوغز (الإنجليزية)

- الموقع الرسمي
- إيديتا أبديسكي في قاعدة بيانات الأفلام على الإنترنت